# 约瑟夫·钱柏林钟塔

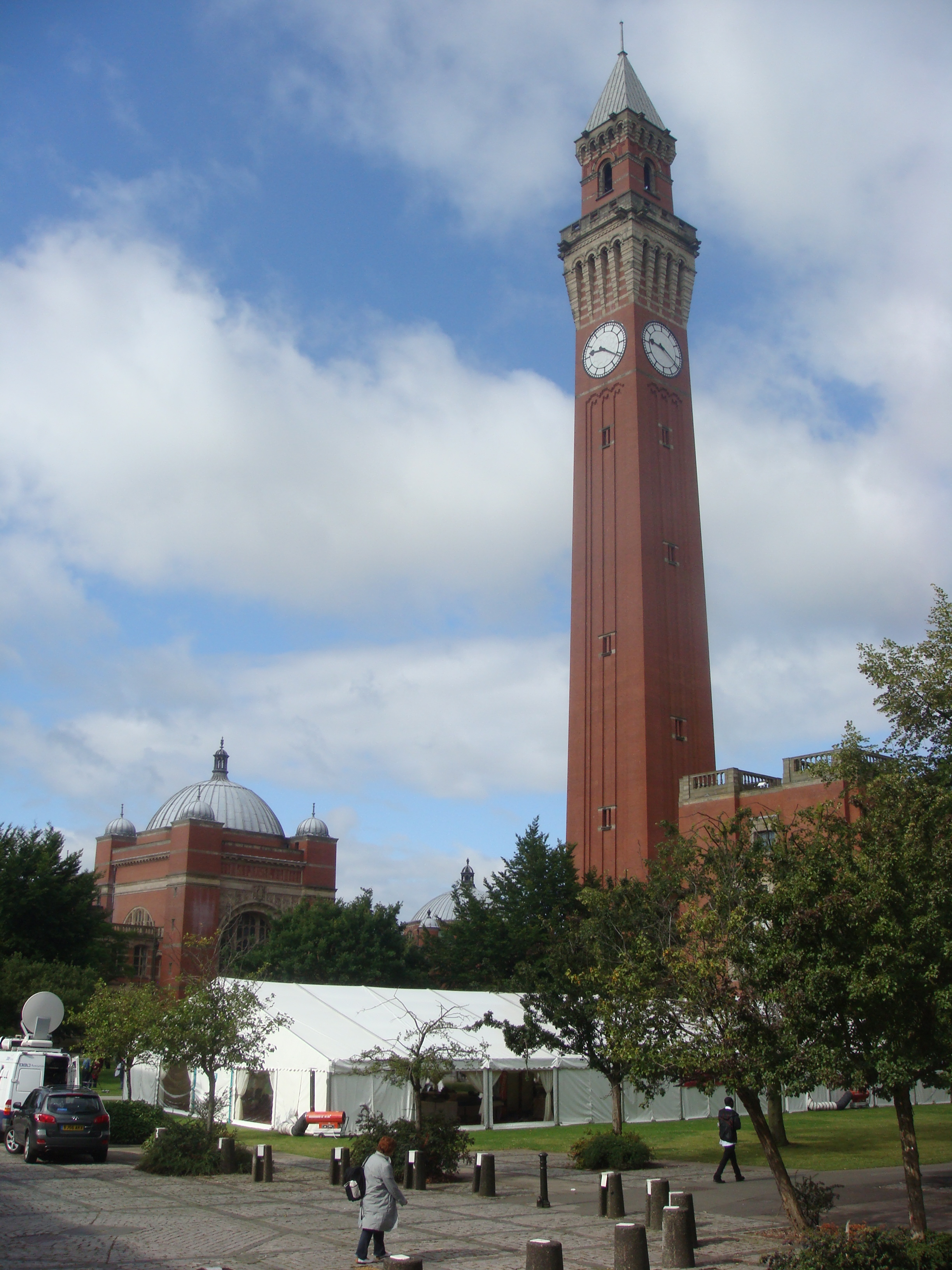
Old Joe, the University Clock Tower

约瑟夫·张伯伦钟塔位于英格兰西米德兰兹郡伯明翰大学主校区校长楼前。虽然对高度资料说法不一，但它是目前世界最高的独立钟塔。伯明翰大学列出的高度是110米，而有些其他文献中描述是100米。
这座钟塔的建立是为了纪念伯明翰大学的第一任校长约瑟夫·张伯伦。在当初建塔时也有人提出以此大学最早的教授约翰·亨利·伯丁来命名此塔。现在，伯明翰大学的学生和当地的居民一般叫它“老乔”、“大乔”或者只是简单的“钟塔”。学生中流传一个迷信，如果有人在敲钟的时候站在塔下，他的考试就会不及格。